# David Hatcher Childress
David Hatcher Childress é um escritor nascido em 1957 na França, e criado nas montanhas do Colorado e Montana  é um autor e editor estadunidense de livros com tópicos em História alternativa e Revisionismo histórico.
Seus trabalhos tratam de temas como contactos transoceânicos pré-colombianos, Nikola Tesla, Ordem dos Templários, Vimanas e mitos ligados a civilizações desaparecidas. 
Apesar do seu envolvimento público em áreas gerais de estudo, Childress admite não ter credenciamento académico como arqueólogo profissional, frequentou a Universidade de Montana e os seus estudos em cultura oriental e filosofia permitiram-lhe lecionar Inglês em Taiwan, é autor de 19 livros, editor de 5 e tem participações em 3 outros.